# M (Marvel Comics)
M (Monet St. Croix) es un personaje que aparece en los cómics estadounidenses publicados por Marvel Comics, se representa principalmente en asociación con los X-Men. Fue creada por el escritor Scott Lobdell y el artista Chris Bachalo. Apareció por primera vez en The Uncanny X-Men #316 (septiembre de 1994). Originalmente fue miembro del grupo de adolescentes de mutantes Generación X (1994), y más tarde X-Factor y X-Men. Monet es una superheroína musulmana y ha ilustrado la lucha por aceptar personas «diferentes» centrales en las historias de X-Men.

## Biografía ficticia

### Origen
Monet St. Croix nació en Sarajevo, Bosnia-Herzegovina durante un viaje de esquí familiar y es la mayor de los hijos del excéntrico y millonario matrimonio afro-europeo conformado por Cartier Croix St. y su esposa argelina. Ella creció como una niña rica mimada y pomposa como resultado de ser la hija favorita de su padre y de su posición de prestigio como embajador monegasco en Francia. Ella practica el Islamismo. Poco después de la misteriosa muerte de su madre, su hermano Marius, el mutante conocido como Emplate, fue expulsado de la casa de St. Croix. Finalmente regresó después de aprender las artes oscuras y pidió a Monet unirse a él en la conquista de otra dimensión. Ella cruelmente rechazó su oferta y después de ridiculizarla, Marius la transformó en una criatura de piel roja, intocable y muda a quien apoda Penance (Penitencia en España). Las hermanas menores de Monet, Nicole y Claudette, escucharon la conmoción y creyeron que Marius había matadoa Monet. Las gemelas luego lo desterraron a otra dimensión.
Temiendo que su padre decaería al perder a su hija favorita, las hermanas gemelas decidieron fusionar sus entidades y replicara Monet. Esta versión de Monet hubiera sido idéntica a la original, si no fuera por el autismo de Claudette. Posteriormente, mientras que las gemelas fueron haciéndose pasar por su hermana, se unieron a la nueva generación de mutantes capturados por los alienígenas Phalanx.

### Generación X
Las gemelas (todavía personificando a Monet), ayudaron a luchar contra los Phalanx hasta que ella y los otros mutantes adolescentes fueron rescatados por Banshee y Emma Frost. El grupo pronto formó un nuevo equipo mutante, Generación X. Poco después de que la Academia de Massachusetts se reinaugura, el grupo recibe una visita de Gateway, el mutante aborigen, a quien las gemelas se refieren como "maestro". Gateway les advierte sobre el regreso de Emplate, su hermano mayor. En lugar de enfrentar el poderío de la Generación X, Emplate decide retirarse. Poco después de regresar a la escuela, reaparece Gateway en el jardín, esta vez con la verdadera Monet, que todavía estaba atrapada en el cuerpo de Penance.
Más tarde, Emplate regresa con un equipo de Hellions para hacer su trabajo sucio. Emplate revela el primero de varios secretos de la familia St. Croix: Monet que es en realidad su hermana menor. Generación X logra vencerlo con la ayuda del x-man Bishop.
Emma Frost comenzó a sospechar de los misteriosos trances de M. Con la ayuda del x-man Bestia, se descubre el autismo de M, pero esta se niega a recibir tratamiento. Más tarde, M comenzó una relación amorosa con su compañero Synch.
Más tarde, durante la Operación: Cero Tolerancia, Synch y Monet son heridos, y ella le insta a sincronizar con sus poderes, su invulnerabilidad para que pueda sobrevivir a la próxima ola de ataques. Cuando todo vuelve a la calma, Synch busca a M, pero en su lugar se encuentra con Nicole y Claudette, cada una en un estado de coma y separadas por primera vez. Sin embargo, el secreto del paradero de la real Monet seguiría siendo un misterio para el equipo.
Poco después Emplate volvió a aterrorizar a los jóvenes mutantes. Las gemelas, fusionadas con Emplate, crearon un nuevo personaje, llamado "M-Plate". Cuando los tres se separaron, las gemelas finalmente supieron lo que su hermano hizo a lo real Monet St. Croix. Everett logró convencer a Nicole finalmente de revelar la verdad al resto del equipo. Inmediatamente después de la historia de Nicole, las gemelas formaron de nuevo a "M" y luego se fusionaron con Penance, liberando a Monet en el proceso.
Volviendo a la normalidad, la traumatizada M volvió a ser una persona autosuficiente y dura. La única persona que a la que le permite ver sus vulnerabilidad fue a Synch. Más tarde, durante otro ataque de Emplate, una explosión causada por Júbilo, liberpo a las dos gemelas en cuerpos diferentes.
Al escuchar el retorno de las gemelas, Cartier St. Croix decidió visitar a sus tres hijas, encontrándose cara a cara con su hijo gravemente herido Marius. Después de que Cartier se disculpó con su hijo, Marius reveló que él era el responsable de la muerte de su madre.
Monet fue trasladado a un internado exclusivo en los Alpes suizos.
Cuando Monet regresó, ella y Synch estrecharon su relación. Sin embargo, Monet fue la más devastada cuando Synch sacrificó su propia vida para detener una bomba colocada en la Academia por Adrienne Frost, hermana de Emma.. Después del trágico incidente, el equipo rápidamente comenzó a desmoronarse. La escuela fue cerrada rápidamente cuando los estudiantes decidieron sus instructores ya no estaban en condiciones de enseñarles.
Después de la disolución de Generación X, M se unió temporalmente a la X-Corporation de Banshee junto con Júbilo y Husk. Sin embargo, la X-Corporation fue desmantelada por Mystique, y M se mudó a la rama europea de la X-Corp., con sede en París, donde junto con Bala de Cañón, Hombre Multiple y Siryn, ayudó en la derrota de Arma XII. Monet ayudó a los X-Men en la batalla contra Juggernaut y Black Tom Cassidy, antes de regresar a sus tareas en el X-Corporation de París.

### X-Factor
Tras los acontecimientos de Dinastía de M y el cierre de la X-Corporation, M optó por unirse a la Agencia de investigadores X-Factor, una agencia de detectives privados a cargo de Hombre Múltiple. Durante un tiempo, M también acudió a terapia psicológica con el Doc Samson.
Monet también tuvo una breve relación romántica con Madrox. La cita no terminó bien porque Madrox no estaba seguro si era él o su duplicado el que se había acostado con Monet mientras él, o su duplicado, se había acostado con Siryn al mismo tiempo. Mientras que las dos mujeres inicialmente se dejaron de hablar, más tarde limaron asperezas. 
Cuando Hulk atacó la Mansión X para matar a Charles Xavier, Monet y el resto de X-Factor acudieron en su ayuda.
Más tarde, durante una misión para localizar al mutante llamado Darwin, X-Factor se enfrenta a She-Hulk, quien protagoniza un feroz combate con Monet.
En las consecuencias de la batalla con Cortex, X-Factor se divide extraoficialmente debido a las tensiones entre Madrox y Siryn. Madrox y Strong Guy vuelven a Nueva York, mientras que Monet, Darwin, y otros se quedan en Detroit para trabajar con Siryn. Sin embargo, el equipo de Detroit pronto se desmorona cuando una deprimida Siryn decide disolver el equipo y volver a Irlanda. Monet decide irse a vivir con Siryn con el fin de mantener un ojo en ella.
Más tarde, el padre de Monet es secuestrado. Durante su rescate, M comienza a tener ilusiones sobre volver a ser Penance. El responsable del secuestro es el Baron Mordo, quien desea robarse los poderes de M para curarse del cáncer.
En épocas recientes, al parecer un romance comienza a surgir entre M y Strong Guy.

### X-Men
Después de la desintegración de X-Factor, Monet se instala en la Escuela Jean Grey para jóvenes dotados en Nueva York. Durante este periodo Monet forma una amistad cercana con Karima Shapandar, la Centinela Omega. Ambas son atacadas por Lady Deathstrike, quién hiere a Karima. Después de la derrota de Deathstrike, Monet abandona la escuela.
Más tarde, Monet acepta unirse a Magneto y su nuevo equipo de X-Men. Mientras se encontraba en una misión con los Morlocks, Monet se encontró con su hermano Émpata. Émpata se posesiona parcialmente del cuerpo de su hermana. Monet también fue reclutada por Magneto dentro del Club Fuego Infernal como parte de su alianza con Sebastian Shaw. Monet toma entonces el título de Reina Blanca.

## Poderes
Monet es sobrehumana en prácticamente todos los aspectos: posee una fuerza sobrehumana capaz de levantar automóviles, así como invulnerabilidad, agilidad, destreza, velocidad, reflejos y reacciones, coordinación y equilibrio. Ella es prácticamente invulnerable, al menos lo suficiente como para resistir las armas de fuego comunes a larga distancia y los golpes directos del mismísimo Hulk e incluso tiene un factor de curación, lo que le permite sanar y recuperarse de las heridas mucho más rápido. Su factor de curación también la hace más resistente a las toxinas y enfermedades, y posiblemente también al proceso de envejecimiento. Monet también posee visión telescópica y una capacidad auditiva muy desarrollada. Ella tiene memoria perfecta y sobrehumanas habilidades intuitivas. Ella es capaz de levitar y moverse psiónicamente sí misma en el aire por la fuerza de voluntad, lo que le permite volar a velocidades supersónicas. M es también una telépata con la habilidad de leer mentes, proyectar sus pensamientos en las mentes de los demás, y enmascarar su mente contra la intrusión telepática. Ella tiene limitadas capacidades ofensivas, como el control de la mente y la capacidad de manipular la memoria de los demás. La gama de la telepatía está generalmente limitada a unos pocos metros de Monet.
Monet y todos sus hermanos son capaces de combinarse en diferentes formas con diferentes poderes, aunque parece más fácil para la fusión de las gemelas Nicole y Claudette.
M es formidable en el combate cuerpo a cuerpo y tiene un intelecto nivel genio. 

## Otras versiones

### Era de Apocalipsis
M aparece en esta realidad como parte de la Generation NeXt. Ella se ha fusionado con el sistema informático del equipo, y recibe el nombre de "Sabelotodo".

## En otros medios

### Televisión
- Ella aparece en el episodio "Badlands" de Wolverine y los X-Men.

### Cine
- Monet fue interpretada por la actriz Amarilis en la película de TV Generation X. La versión de la película no mostraba poderes psiónicos, y al describir sus habilidades, solo mencionaba los poderes físicos.
- Hace un breve cameo en X-Men Origins: Wolverine escapando junto a todos los mutantes que se unen a la Instituto Xavier.